# Archita, Mureș
Archita (în dialectul săsesc Ärkeden, Ârkeden, Arkedn, în germană Arkeden, Erkeden, în maghiară Erked) este un sat în comuna Vânători din județul Mureș, Transilvania, România.
Situată între Saschiz și Beia, localitatea are denumirea germană Arkeden, care și-ar putea trage numele de la toponimul maghiar Erked sau de la un antroponim germanic (Archo sau Ercho), numele ei fiind prima oară amintit în 1356 sub forma Ercud. A fost fondată de sași în preajma anului 1200, după strămutarea coloniștilor secui care ocupau aceste meleaguri. 

## Biserica evanghelică
- Vezi și Biserica fortificată din Archita

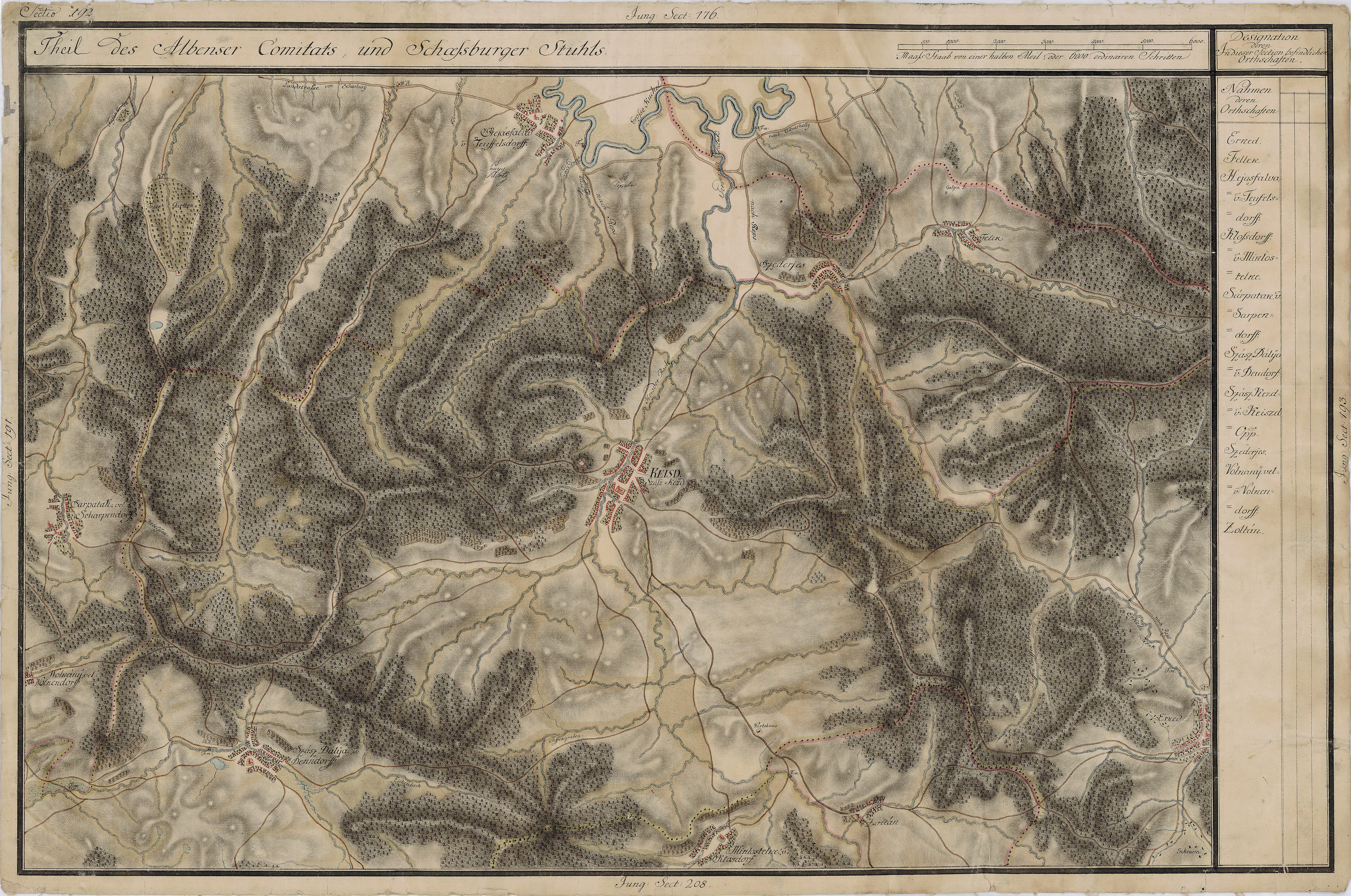
Archita în Harta Iosefină a Transilvaniei, 1769-1773

Ansamblul de la Archita se află în centrul comunei și este bine conservat. Are o incintă  dublă și se mai păstrează șapte turnuri de apărare din cele nouă care existau cândva. În mijlocul incintei se afla o bazilică  romanică cu trei nave, cu turn masiv, datând din ultimul sfert al secolului al XIII-lea.

## Fortificația
Incinta dublă are o formă dreptunghiulară, caracteristică începutului secolului al XVI-lea, și șapte dintre cele nouă turnuri inițiale, precum și drumul de strajă al curtinelor exterioare.

## Personalități
- Mihail Nemeș (1944 - 2005), traducător român din literaturile franceză și germană, profesor[1][2] de limba franceză și de limba română la Archita, comuna Vânători, județul Mureș.

## Galerie imagini

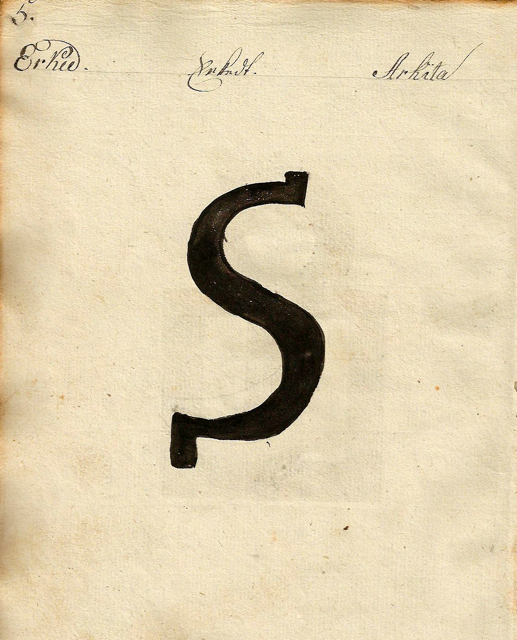
1826 - Danga pentru vitele din Archita